# Ejnar Nielsen
Pour les articles homonymes, voir Nielsen.
Ejnar Nielsen, né le 9 juillet 1872 à Copenhague dans la région du Hovedstaden et mort le 21 juillet 1956 à Hellerup dans la même région, est un peintre et illustrateur danois.

## Biographie
Ejnar Nielsen naît en 1872 à Copenhague. Entre 1889 et 1893, il suit les cours de l'Académie royale des beaux-arts du Danemark et expose pour la première fois lors de l'exposition de printemps de Charlottenborg. En 1894, il visite le village de Gjern (en) dans la région du Jutland central ou il peint des portraits et des paysages ruraux. Il voyage également en Suède et en Norvège. Il fréquente ensuite entre 1895 et 1896 la Kunstnernes Frie Studieskoler (en). 
Il séjourne en France en 1900 et 1901, participant notamment à l'exposition universelle de 1900 à Paris ou son travail est récompensé d'une médaille de bronze. Il visite ensuite Milan, Florence, Vérone, Pise et Venise en Italie. En 1908, il passe par la Bretagne et découvre la Laponie l'année suivante. En 1915 et 1916, il voyage en Espagne. Au cours de cette période, il s'impose comme une figure centrale du Symbolisme au Danemark. Entre 1920 et 1930, il travaille comme professeur d'art.
Entre 1932 et 1937, il réalise une grande mosaïque sur le plafond du passage couvert du théâtre Stærekassen (en), une extension du Théâtre royal danois situé à proximité de la place Kongens Nytorv à Copenhague. Au cours de sa carrière, il illustre également des livres. 
Pour ses œuvres, il remporte notamment la médaille Eckersberg en 1908 et la médaille Thorvaldsen en 1913.
Nielsen décède à Hellerup en 1956 à l'âge de 84 ans.
Ces œuvres sont notamment visibles au ARoS Aarhus Kunstmuseum, au Statens Museum for Kunst et au musée Hirschsprung au Danemark ainsi qu'à l'étranger, notamment au musée des beaux-arts de Göteborg, à la galerie Thiel et au Nationalmuseum de Stockholm en Suède.

## Prix et récompenses notables
- Médaille de bronze lors de l'exposition universelle de 1900 à Paris.
- Médaille Eckersberg en 1908.
- Médaille Thorvaldsen en 1913.